# Supercopa Turca de Voleibol Masculino de 2012
A Supercopa Turca de Voleibol Masculino  de 2012 foi a quarta edição desta competição organizada pela  FTV. Participaram do torneio duas equipes, os campeões da Liga A Turca e da Copa da Turquia.

## Sistema de disputa
O Campeonato foi disputado em um jogo único.

## Equipes participantes
Equipes que disputaram a Supercopa de Voleibol de 2012:
| Equipe         | Cidade   | Qualificação                                              | Última participação |
| -------------- | -------- | --------------------------------------------------------- | ------------------- |
| Fenerbahçe SKK | Istambul | Campeão da Liga A Turca 2011–12 e Copa da Turquia 2011-12 | 2011                |
| Galatasaray SK | Istambul | Vice-campeão da Copa da Turquia 2011-12                   | Estreante           |

## Resultado
| 10 de outubro de 2012 17:30 Relatório | Fenerbahçe SK | 3 — 0             | Galatasaray SK | TVF Başkent Voleybol Salonu, Ankara Árbitro(s): TUR Aziz Yener TUR Mehmet Demirdelen |
| 10 de outubro de 2012 17:30 Relatório | 25            | Set 1 Set 2 Set 3 | 18 19 23       | TVF Başkent Voleybol Salonu, Ankara Árbitro(s): TUR Aziz Yener TUR Mehmet Demirdelen |

## Premiações
| Supercopa Masculina de 2012       |
| Turquia                           |
| --------------------------------- |
| Fenerbahçe SK Campeão (2º título) |